# Kawan Lovelace
Kawan Lovelace, född 29 juni 1976, är en friidrottare från Belize. Han deltog vid olympiska sommarspelen 1996.